# Тјенмен
Тјенмен (天门) град је Кини у покрајини Хубеј. Према процени из 2009. у граду је живело 231.681 становника.

## Становништво
Према процени, у граду је 2009. живело 231.681 становника.
| 1990.   | 2000.   | 2009    |
| ------- | ------- | ------- |
| 180.211 | 210.374 | 231.681 |